# Air Force One (film)
Air Force One (v originále Air Force One) je americký filmový akční triller z roku 1997. Snímek režíroval a spoluprodukoval Wolfgang Petersen. Hlavní role ve filmu ztvárnili Harrison Ford, Gary Oldman, Glenn Close a Wendy Crewson. Scénář napsal Andrew W. Marlowe.
Film byl úspěšný na tržbách a získal převážně pozitivní kritické recenze. Stal se pátým nejvýdělečnějším filmem roku 1997, celosvětově vydělal 315,2 milionu dolarů. Byl také nominován na dvě ceny Akademie za nejlepší zvuk a nejlepší střih filmu, ale obě ceny nakonec získal film Titanic.

## Děj
Děj filmu se točí kolem skupiny teroristů, kteří unesou prezidentský letoun Air Force One. Prezident James Marshall (Harrison Ford) se snaží zachránit všechny na palubě tím, že se snaží znovu převzít kontrolu nad letadlem. Teroristé, vedení Ivanem Korshunovem (Gary Oldman), drží rukojmí včetně prezidentovy manželky Grace a dcery Alice. Marshall musí bojovat nejen o svou rodinu, ale také o osud celé země.

## Obsazení
| Harrison Ford   | Prezident James Marshall        |
| Gary Oldman     | Ivan Korshunov                  |
| Glenn Close     | Viceprezidentka Kathryn Bennett |
| Wendy Crewson   | Grace Marshall                  |
| Liesel Matthews | Alice Marshall                  |